# Aeroportul Adelaide
Aeroportul Adelaide (IATA: ADL, ICAO: YPAD) este un aeroport din Australia de Sud, Australia ce deservește zona Adelaide. Aeroportul a fost tranzitat în 2022 de 6.416.836 de pasageri. A fost deschis în 1955 și numit după zona deservită.
Situat la o altitudine de 6 m, aeroportul dispune de 2 piste.

## Infrastructură

### Piste
Aeroportul dispune de 2 piste. Pista 05/23 are suprafața de asfalt și dimensiunile 3.100 m × 45 m. Pista 12/30 are suprafața de asfalt și dimensiunile 1.652 m × 45 m. 